# Angelroda

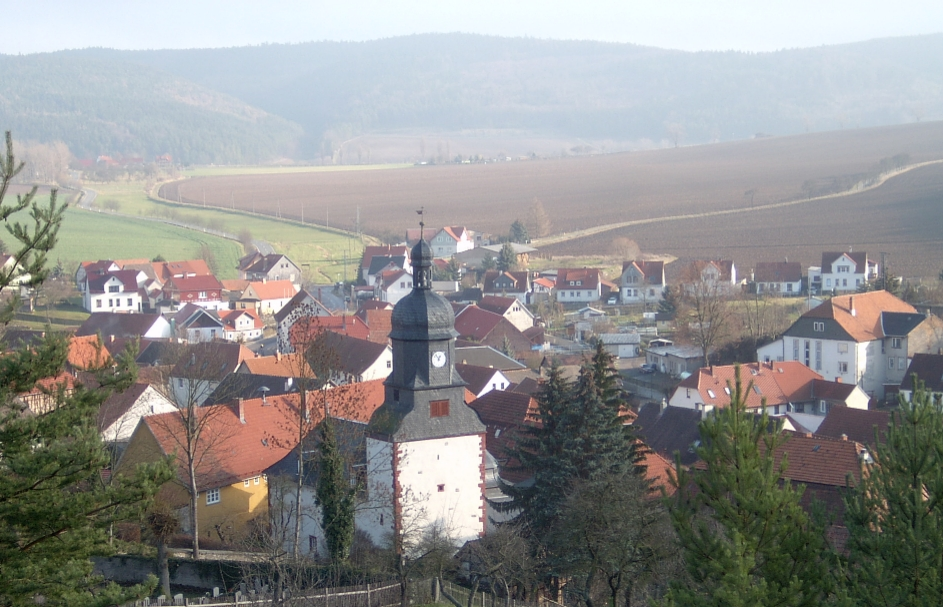
Angelroda im Spätherbst

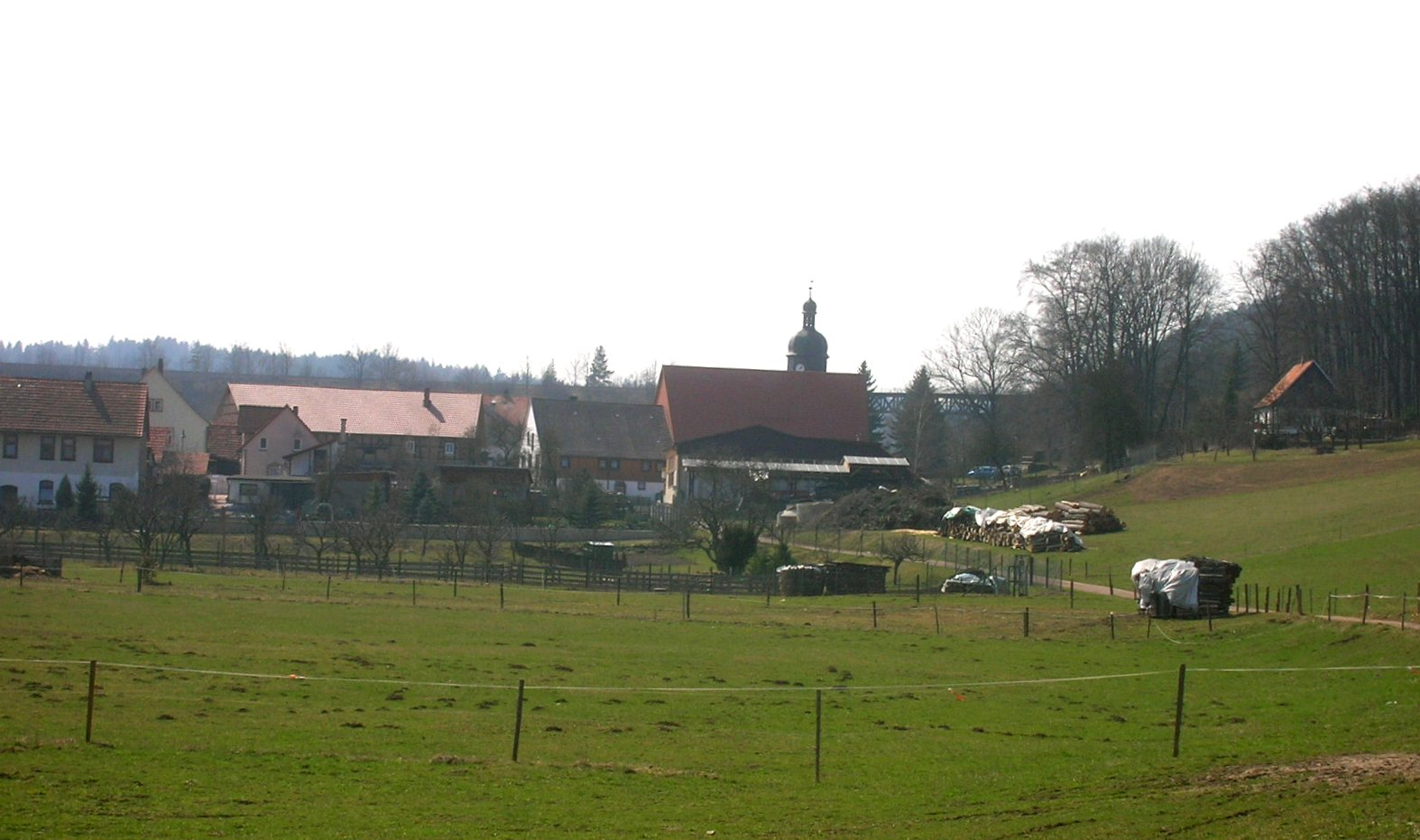
Angelroda von Osten

Angelroda ist ein Ortsteil der Gemeinde Martinroda im Ilm-Kreis in Thüringen in Deutschland.

## Geografie
Angelroda liegt im Vorland des Thüringer Waldes im Tal der Zahmen Gera. Über dem Tal erheben sich Berge aus Muschelkalk. Durch Witterung entstanden die sagenumwobenen Kammerlöcher. Die bis zu fünf Meter tiefen Löcher und Furchen sowie einzeln stehende Felsen aus Kalk liegen zwei Kilometer südlich des Ortes.

### Ausdehnung des Ortsgebiets
Angelroda teilt sich in zwei Teile, die durch das Eisenbahnviadukt getrennt werden. Östlich vom Viadukt befindet sich der Dorfkern und westlich befindet sich eine nach 1995 angelegte Einfamilienhaussiedlung.

### Nachbarorte
Im Uhrzeigersinn, beginnend im Norden: Plaue, Martinroda, Geratal

## Geschichte
Der Ortsname leitet sich wahrscheinlich davon ab, dass Angelroda einst von den germanischen Angeln gegründet wurde. Die Endung -roda ist in Thüringen sehr häufig und bezeichnet ein gerodetes Gebiet.
Der Ort wurde am 27. März 948 erstmals in einer Urkunde König Ottos I. an die Abtei Hersfeld als Angelnrod erwähnt. Darin erhält die Abtei das Dorf im Tausch gegen Wormsleben im Mansfeld. Diese Urkunde wird heute im Hessischen Staatsarchiv Marburg aufbewahrt. Eine Landadelsfamilie bestand im 13. und 14. Jahrhundert in Angelroda. Sie nannte sich nach dem Ort „von Angelrode“ und besaß Ländereien in der Umgebung.
1651 kaufte die Adelsfamilie von Witzleben das Dorf von den Grafen von Schwarzburg. Ihre Nachfahren lebten noch bis 1946 im Angelrodaer Schloss. Die aus der Gründungszeit des Ortes stammende Kirche wurde 1696 zu ihrer heutigen Gestalt erweitert. Die Feuerwehr Angelrodas wurde 1717 gegründet, dennoch kam es 1781 zu einem Brand, bei dem 31 Häuser zerstört wurden. Noch im 18. Jahrhundert gab es in Angelroda zehn Zitronenhändler und Fuhrleute, die Thüringer Waren nach Norddeutschland schafften und von dort u. a. Zitronen, Flachs und Heringe mitbrachten. Der Friedhof wurde 1847 neu angelegt.
In Angelroda gab es ein Rittergut, das von 1651 bis 1945 in Besitz der Familie von Witzleben war. Das Rittergut hatte eine Größe von ca. 160 ha. Zum Rittergut Angelroda gehörte noch ein kleines Gut in Martinroda und im Familienbesitz befand sich auch das Rittergut in Dornheim. Alle drei Güter, zusammen knapp über 400 ha groß, wurden 1945 enteignet.
Bis 1920 war Angelroda eine zum Amt Stadtilm (Schwarzburg-Rudolstädter Oberherrschaft) im Fürstentum Schwarzburg-Rudolstadt gehörende Exklave. Von 1920 bis 1952 gehörte der Ort zum Landkreis Arnstadt. Der Landkreis wurde 1952 geteilt und Angelroda gehörte fortan zum verkleinerten Kreis Arnstadt im Bezirk Erfurt. Von 1951 bis 1953 war der spätere Thüringer evangelische Landesbischof Werner Leich Vikar in Angelroda. 1994 wurden die Kreise Ilmenau und Arnstadt unter dem Namen Ilm-Kreis wieder vereint.
Am 31. Dezember 2019 ließ sich die Gemeinde Angelroda in die Gemeinde Martinroda eingemeinden.

### Einwohnerentwicklung
Entwicklung der Einwohnerzahl:
| - 1843 – 369 - 1939 – 633 - 1989 – 452 - 2005 – 436 - 2010 – 401 - 2015 – 364 |

 Datenquelle: ab 1994 Thüringer Landesamt für Statistik – Werte vom 31. Dezember

## Politik

### Ehemaliger Gemeinderat
Der Rat der Gemeinde Angelroda bestand aus 6 Ratsfrauen und Ratsherren. Nach der Kommunalwahl am 26. Mai 2019 ergab sich die folgende Zusammensetzung:
- Sportgemeinschaft Angelroda 1990 e. V.: 2 Sitze
- CDU – offene Liste: 1 Sitz
- Heimatverein Angelroda e. V.: 1 Sitz
- Traditionsverein Angelroda e. V.: 1 Sitz
- Dorfleben Angelroda: 1 Sitz

### Ehemaliger Bürgermeister
Der ehrenamtliche Bürgermeister Udo Lämmer war seit 1994 im Amt und wurde zuletzt am 5. Juni 2016 wiedergewählt. Am 14. August 2019 erklärte er seinen Rücktritt aus gesundheitlichen Gründen. Zuletzt amtierte der 1. Beigeordnete Alexander Barth als Bürgermeister.

## Kultur und Sehenswürdigkeiten

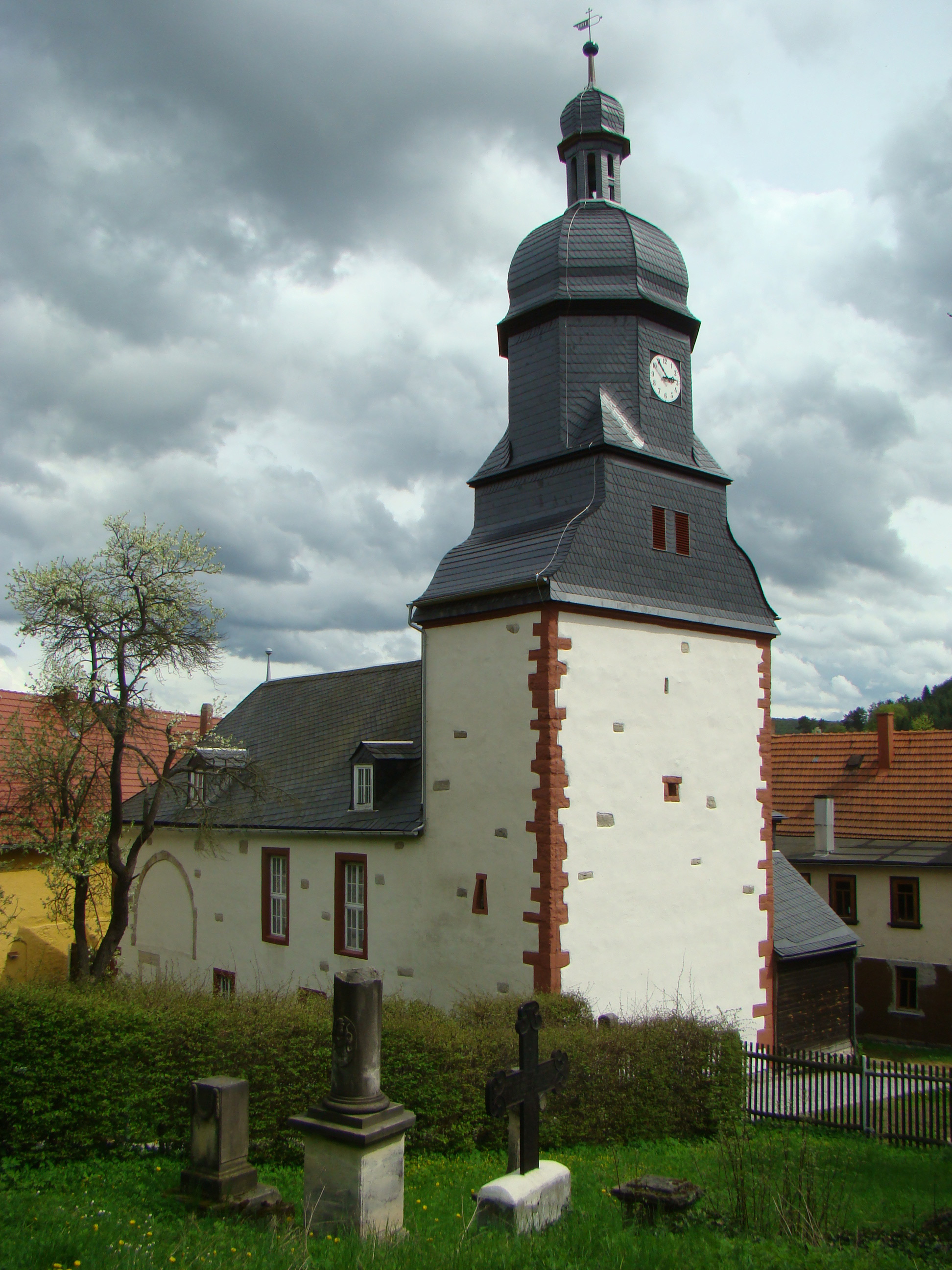
Evangelische Kirche in Angelroda

Die Ursprünge der Angelrodaer Dorfkirche gehen vermutlich auf das 12. Jahrhundert zurück, aus dem der Sockel des Glockenturmes stammt. Diese „Turmkammer“ kann als kleine Kapelle angesehen werden. Von dieser aus wurde dann die Kirche weiter ausgebaut bzw. erweitert. Der Turmeingang weist gotische Züge auf und kündet von einem Umbau um 1500. Die dreiseitig umlaufende Empore und der Kanzelaltar der Kirche wurden 1796 eingebaut. Bei der Kirche und auf dem angrenzenden Friedhof sind verschiedene historische Grabmale erhalten, darunter mehrere Grabmale von Angehörigen der Familie von Witzleben sowie das schmuckvolle Grabmal eines Zitronenhändlers mit reliefplastischer Darstellung des Verstorbenen.

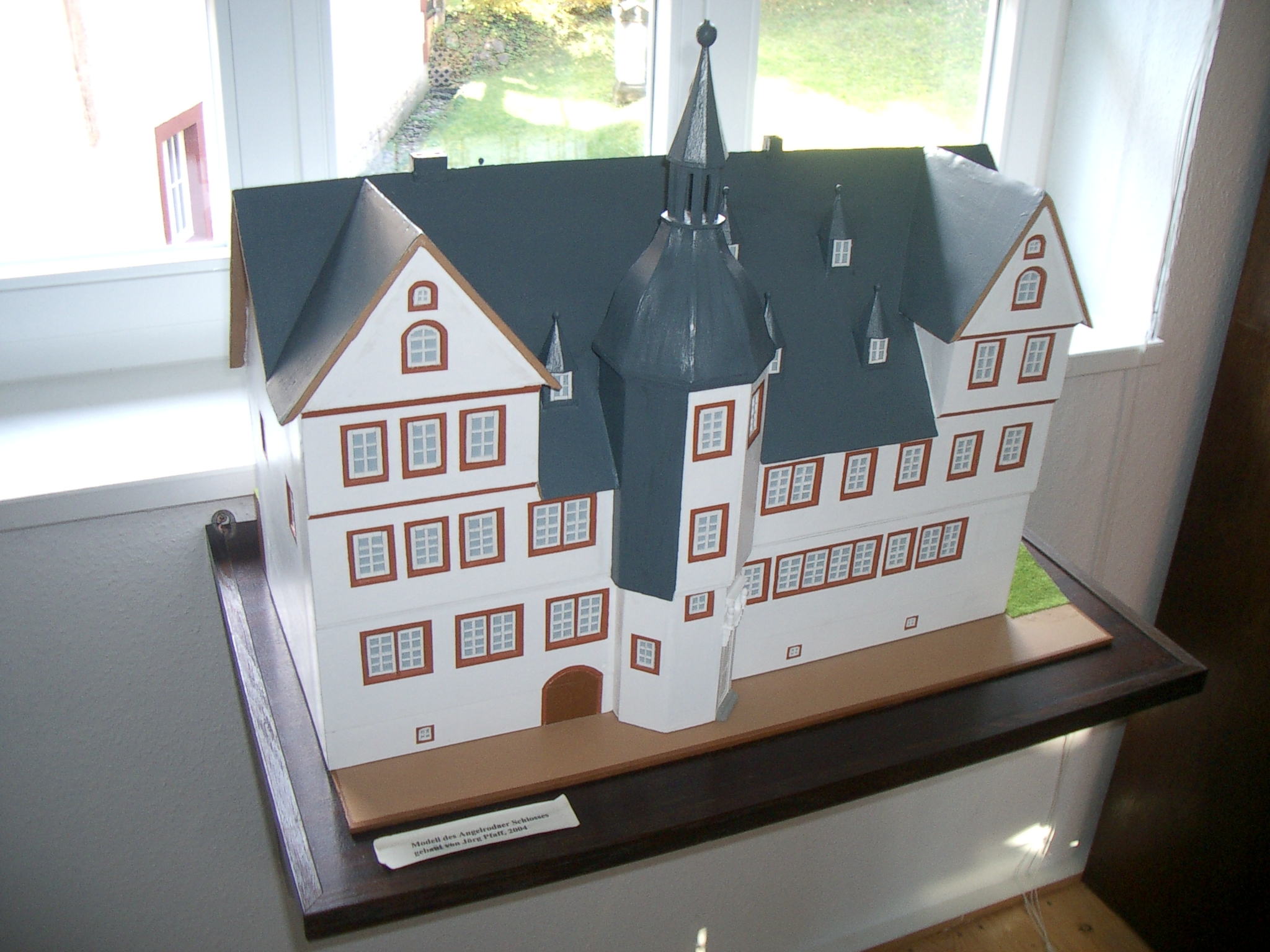
Modell des abgerissenen Schlosses Angelroda

Vom Schloss Angelroda sind lediglich noch Wirtschaftsgebäude und Parkanlagen erhalten. In den Jahren 1614 bis 1618 wurde das repräsentative Schloss durch Oberst Burkhart Hieronymus Russwurm errichtet, ab 1651 war es im Besitz der Familie von Witzleben. Über einem massiven Erdgeschoss lagen zwei Fachwerk-Obergeschosse. Das hohe Dach wies zwei Quergiebel auf. Die Vorderfront war von einem achteckigen Turm mit Schweifkuppel durchbrochen, die einzelnen Hausetagen waren nur über ihn zu betreten. Durch die große Empfangshalle im Erdgeschoss erreichte man Bibliothek und Familienarchiv. Schmuckstück war der Kaisersaal im ersten Obergeschoss mit zahlreichen Ahnenbildern der Familie von Witzleben. Letzter Schlossherr war der General Friedrich Karl von Witzleben, der hochbetagt im Februar 1946 von seinem Besitz vertrieben wurde. 1947 wurde das intakte Schloss, das 330 Jahre das Ortsbild bestimmt hatte, geplündert und abgerissen. Grundlage war der Befehl 209 der sowjetischen Besatzungsmacht. Lediglich das Parkgelände, das Gutsverwalterhaus (heutiger Gemeindesitz), das Wirtschaftsgebäude (Heimatmuseum seit 1998) und ein Pferdestall (zu einem Gemeindezentrum ausgebaut) blieben erhalten und wurden in den 1990er Jahren saniert. Nach Verwahrlosung wurde auch die Familiengruft der Familie von Witzleben neben der Kirche Ende der 1960er Jahre zugeschüttet. Im ehemaligen Wirtschaftsgebäude bzw. in der dort zur 1050-Jahr-Feier im Jahr 1998 eingerichteten Heimatstube sind historische Bilder, Pläne und Haushaltsgegenstände aus den letzten Jahrhunderten ausgestellt. Zu sehen sind auch Gebrauchsgegenstände von ehemals im Ort ansässigen Handwerkern, z. B. Utensilien eines Glasbläsers und eines Böttchers.

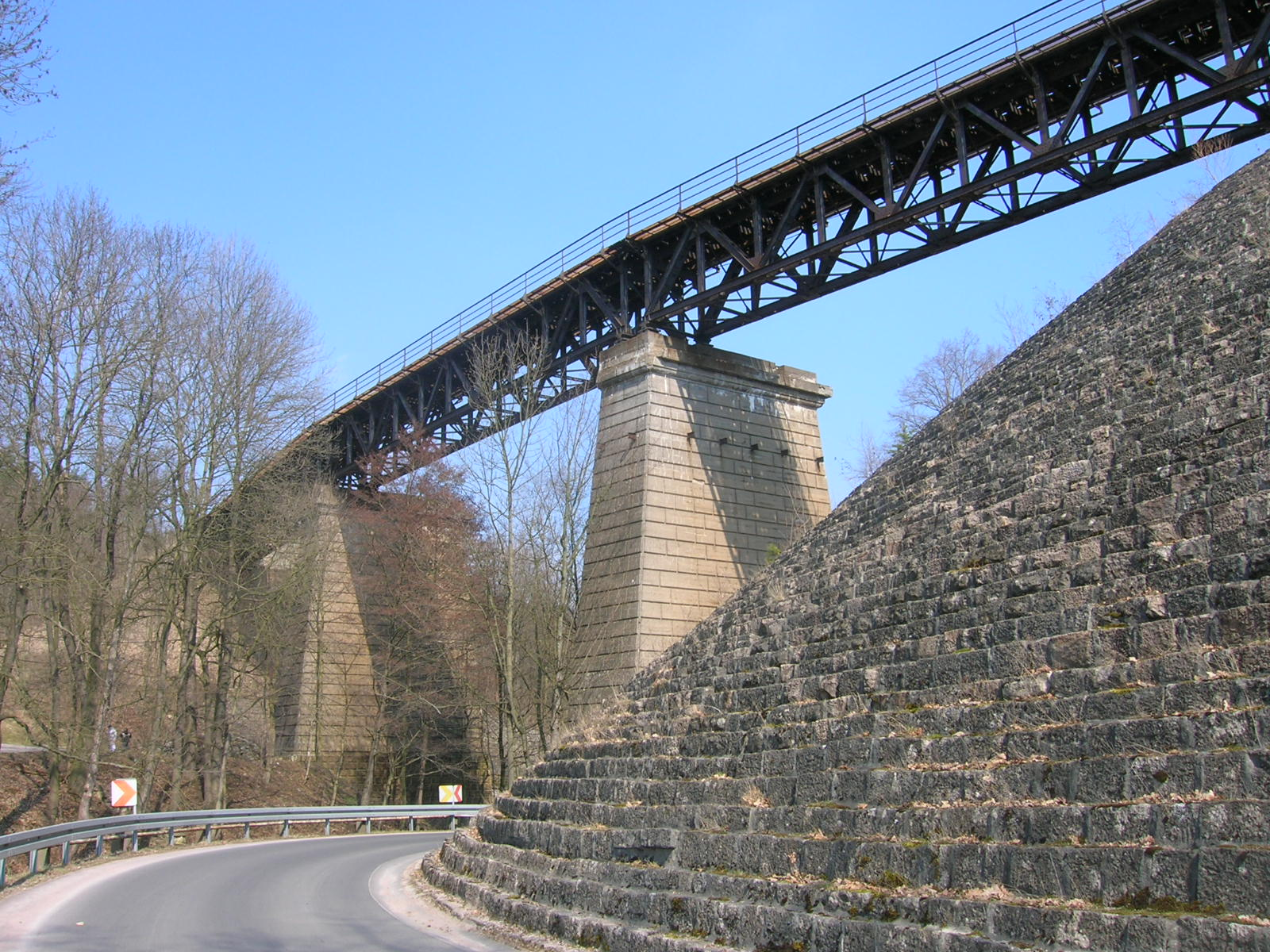
Das Eisenbahnviadukt im Jahr 2006

Das 26,5 Meter hohe und 100,4 Meter lange Angelrodaer Eisenbahnviadukt gehört zur eingleisigen Bahnlinie Arnstadt-Ilmenau und überspannt das Tal der Zahmen Gera. Eingeweiht wurde es am 6. August 1879. Zu dieser Zeit durchlief die Strecke vier Länder (Schwarzburg-Sondershausen, Schwarzburg-Rudolstadt, Sachsen-Coburg und Gotha und Sachsen-Weimar), so dass am 19. Dezember 1876 ein Staatsvertrag hierzu geschlossen wurde (ein fünfter Vertragspartner war Preußen, das seit 1806 Hoheitsrechte u. a. über Erfurt hatte. Ein Großteil der in Thüringen fahrenden Bahnen des 19. Jahrhunderts wurden ab circa 1885 von Preußen betrieben). Bei dem Viadukt handelt es sich um eine auf zwei Pfeilern ruhende Stahlfachwerkbrücke, deren Dämme mit Quadersteinen terrassenförmig verkleidet sind. Die Stahlpfeiler der Brücke wurden 1904 einbetoniert, um eine größere Belastbarkeit zu erreichen. Südöstlich der Brücke schließt sich ein bis zu 20 Meter tiefer Felsdurchbruch an. Weitere Informationen zur Brücke und der Geschichte der Bahnstrecke findet man im Hauptartikel Bahnstrecke Plaue–Themar.

## Wirtschaft und Verkehr
Angelroda ist von Landwirtschaft geprägt. Einige Einwohner arbeiten heute noch in der Landwirtschaft. Viele Angelrodaer pendeln in die umliegenden Orte zur Arbeit.
Es gibt Straßen nach Neusiß, Geraberg und Geschwenda. Einen Bahnhof besitzt der Ort nicht, obwohl er an der Bahnlinie Arnstadt-Ilmenau liegt. Jedoch ist der Bahnhof von Martinroda nur 2 km entfernt.
Angelroda liegt am Gera-Radweg.

## Persönlichkeiten
- Burkhart Hieronymus Russwurm, Oberst in Diensten der Grafen von Schwarzburg, erbaute 1614 bis 1618 das Schloss in Angelroda
- Christoph Herthum (1641–1710), Organist, in Angelroda geboren
- Johannes Georg von Witzleben (1677–1743), Kammerjunker und Reisemarschall des Fürsten von Schwarzburg, erhielt 1711 das Rittergut Angelroda als alleiniger Besitzer und begründete so die Angelrodaer Linie der Familie
- Heinrich Günther von Witzleben (1755–1825), preußischer Generalmajor
- Friedrich Karl von Witzleben (1864–1947), Generalmajor, Träger des „Pour le merite“, letzter Grundherr in Angelroda, 1946 aus Schloss Angelroda vertrieben
- Werner Leich (1927–2022), evangelischer Theologe, 1951 bis 1953 Vikar in Angelroda, späterer Landesbischof Thüringens